# Diocesi di Caozhou
La diocesi di Caozhou (in latino Dioecesis Zaoceuvensis) è una sede della Chiesa cattolica in Cina suffraganea dell'arcidiocesi di Jinan. Nel 1950 contava 74.013 battezzati su 4.000.000 di abitanti. La sede è vacante.

## Territorio
La diocesi comprende la città di Heze, detta anticamente Caozhou, nella provincia cinese di Shandong.
Fino al 2001 era aperta al culto una sola chiesa in tutta la diocesi.
Il 26 novembre 2010 è stata inaugurata la nuova cattedrale dedicata a Cristo Re.

## Storia
Il vicariato apostolico di Caozhoufu (Tsaochowfu) fu eretto il 12 novembre 1934 con la bolla A Romano Pontifice di papa Pio XI, ricavandone il territorio dal vicariato apostolico di Yanzhoufu (oggi diocesi di Yanzhou). Esso fu affidato ai missionari della Società del Verbo Divino.
L'11 aprile 1946 il vicariato apostolico è stato elevato a diocesi con la bolla Quotidie Nos di papa Pio XII.
Con la partenza forzata dei missionari nel 1950 e la persecuzione dei preti, i cattolici della diocesi hanno dovuto procedere da soli, con pochi preti clandestini e nessun vescovo. Monsignor Joseph Wang Dianduo, imprigionato a più riprese e dopo essere stato definitivamente liberato nel 1986, è stato ordinato vescovo segretamente l'8 dicembre 1996, e poi, il 1º aprile 2000, ha potuto prendere ufficialmente possesso della diocesi, con l'autorizzazione ed il riconoscimento del governo. È deceduto il 27 luglio 2004. Da allora la diocesi è sede vacante.
Prima della Grande rivoluzione culturale (1966), la diocesi contava ancora una trentina di chiese aperte al culto, andate poi tutte distrutte. Solo nel 2001 è stata riaperta al culto una chiesa, l'unica della diocesi.

## Cronotassi dei vescovi
Si omettono i periodi di sede vacante non superiori ai 2 anni o non storicamente accertati.
- Franz Hoowaarts † (12 novembre 1934 - 24 marzo 1954 deceduto)
  - Sede vacante
  - Charles Li Ming-yue † (1º giugno 1958 consacrato - 1970 ? deceduto) (vescovo ufficiale)
  - Joseph Wang Dianduo, O.A.R. † (28 dicembre 1996 consacrato - 27 luglio 2004 deceduto) (vescovo clandestino)

## Statistiche
La diocesi nel 1950 su una popolazione di 4.000.000 di persone contava 74.013 battezzati, corrispondenti all'1,9% del totale.
| anno | popolazione | popolazione | popolazione | presbiteri | presbiteri | presbiteri | presbiteri                | diaconi | religiosi | religiosi | parrocchie |
| anno | battezzati  | totale      | %           | numero     | secolari   | regolari   | battezzati per presbitero | diaconi | uomini    | donne     | parrocchie |
| ---- | ----------- | ----------- | ----------- | ---------- | ---------- | ---------- | ------------------------- | ------- | --------- | --------- | ---------- |
| 1950 | 74.013      | 4.000.000   | 1,9         | 49         | 12         | 37         | 1.510                     |         |           | 49        |            |